# ملافا
ملافا ((بالبولندية: Mława)، (باليديشية: מלאווע)‏) هي بلدة في شمال وسط بولندا تسكنها 30,957 نسمة حسب تقديرات عام 2012. وهي مركز مقاطعة ملافا.
تقع البلدة في محافظة مازوفيا (منذ عام 1999), فقد كانت سابقا جزءا من محافظة تسيخانوف السابقة (منذ عام 1975).
حدثت معركة ملافا شمال المدينة خلال الغزو الألماني لبولندا عام 1939.

## توأمة
لملافا اتفاقيات توأمة مع كل من:
- سافيرن
- موسكوفو
- كريفا بالانكا [9]

## معرض الصور

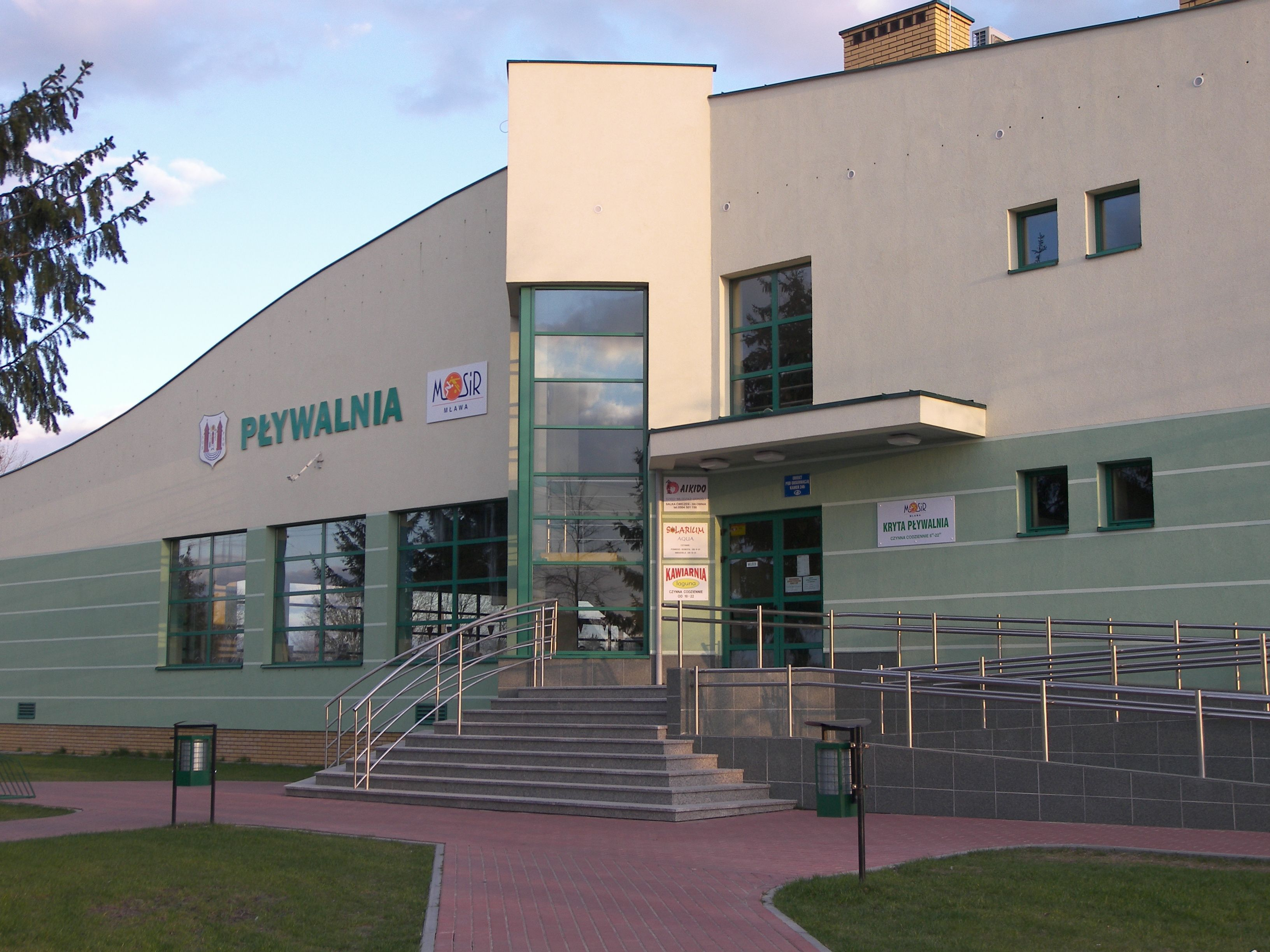
المسبح
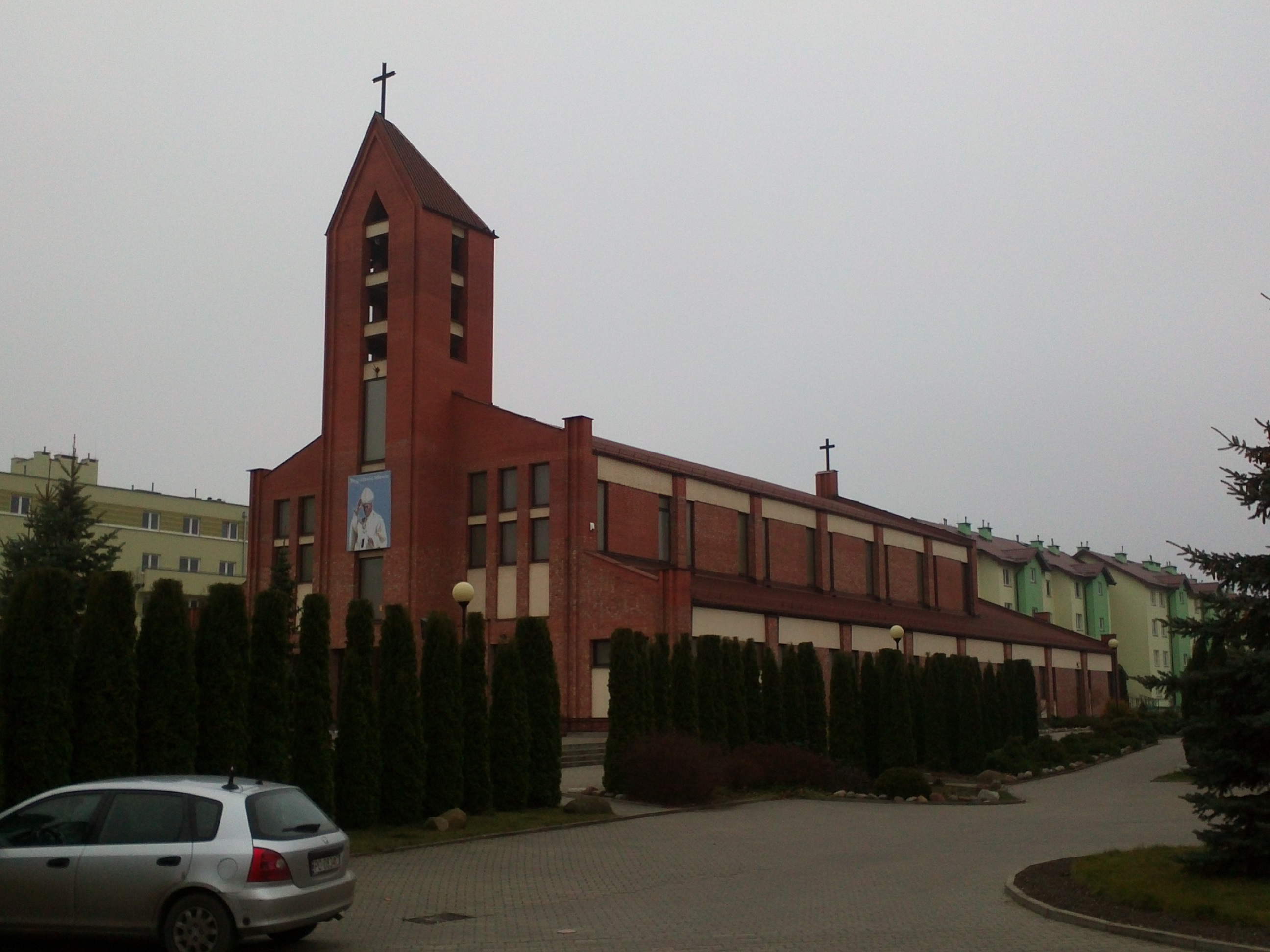
كنيسة
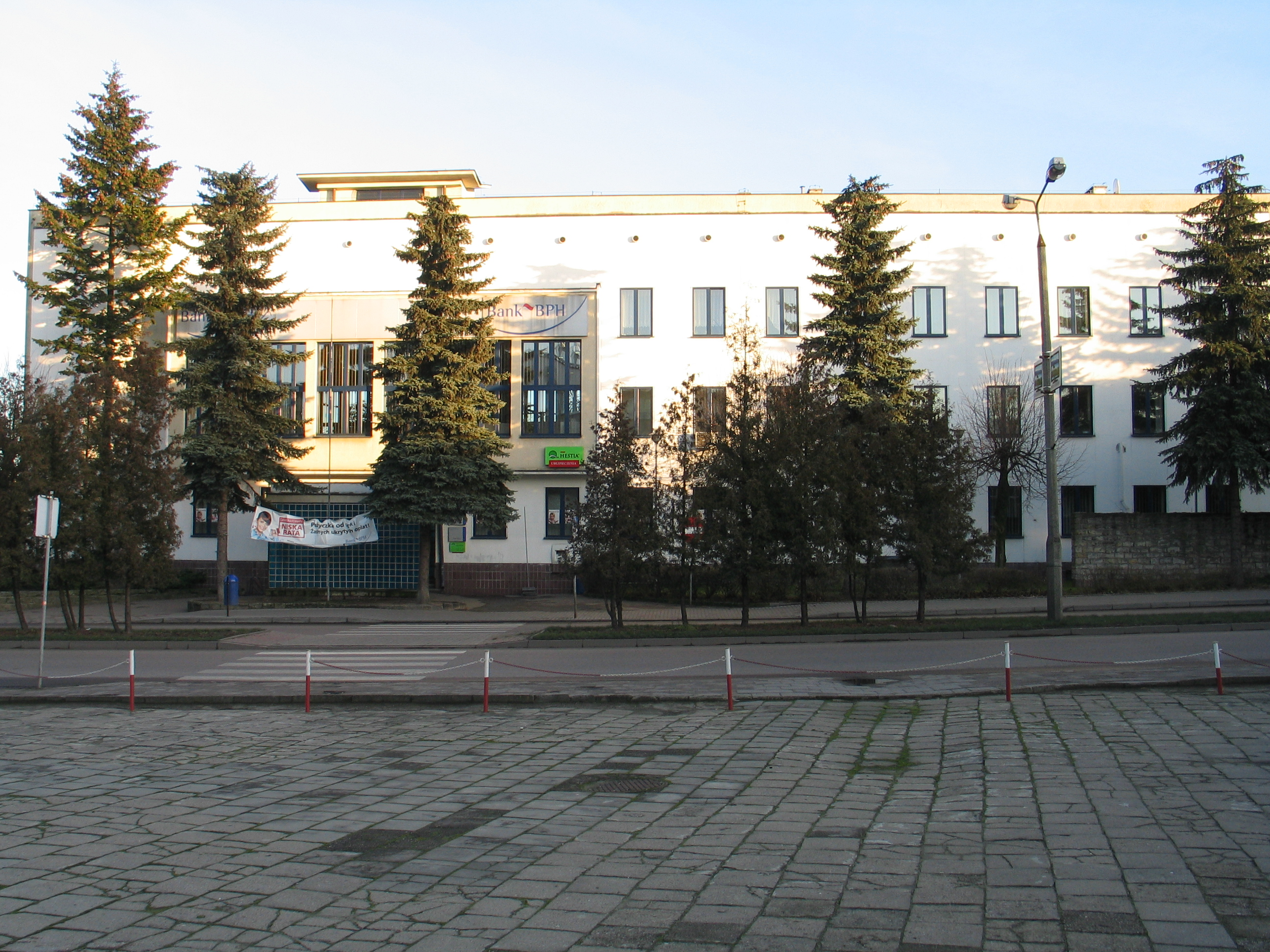
مصرف
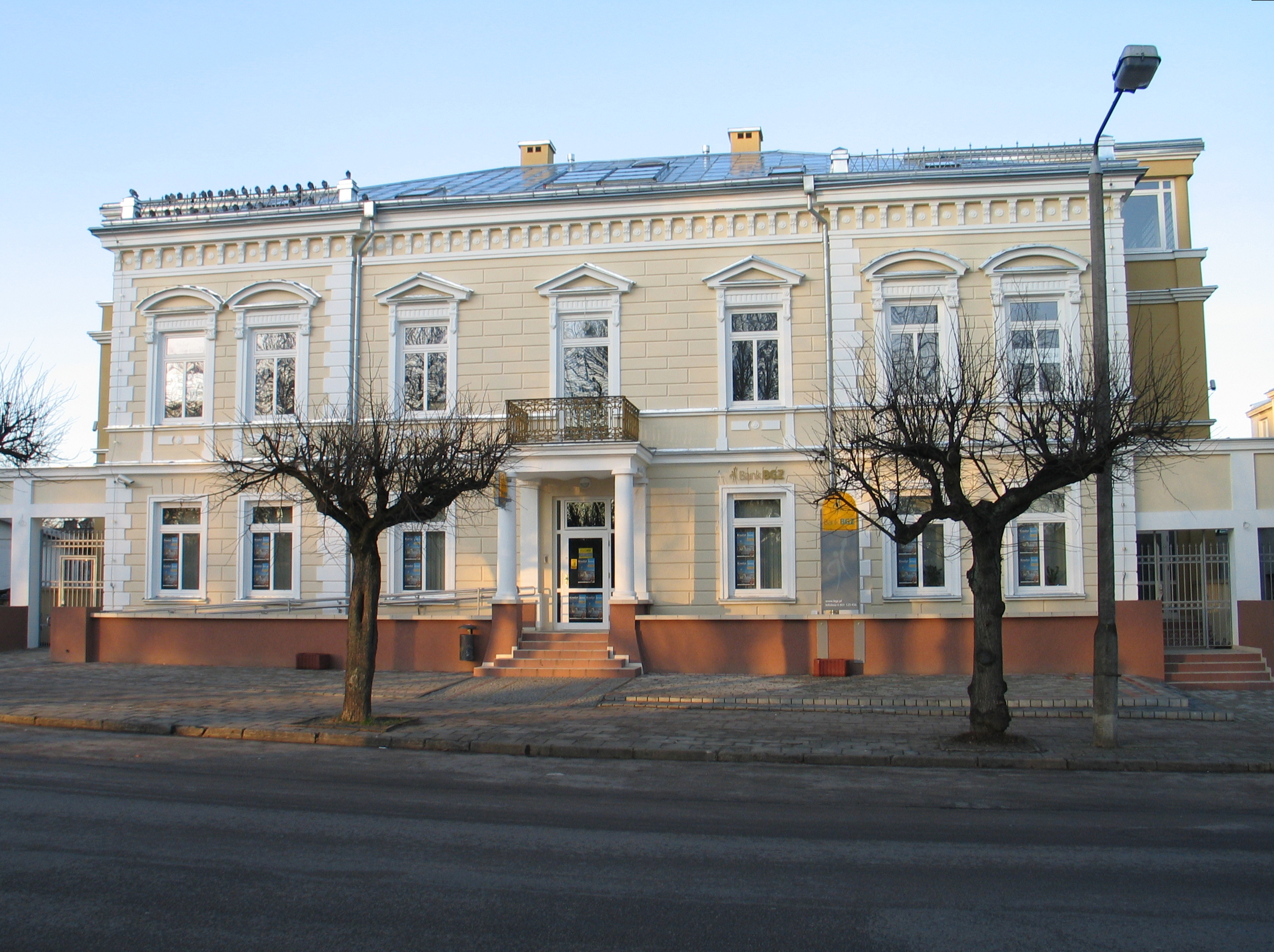
منزل حديث
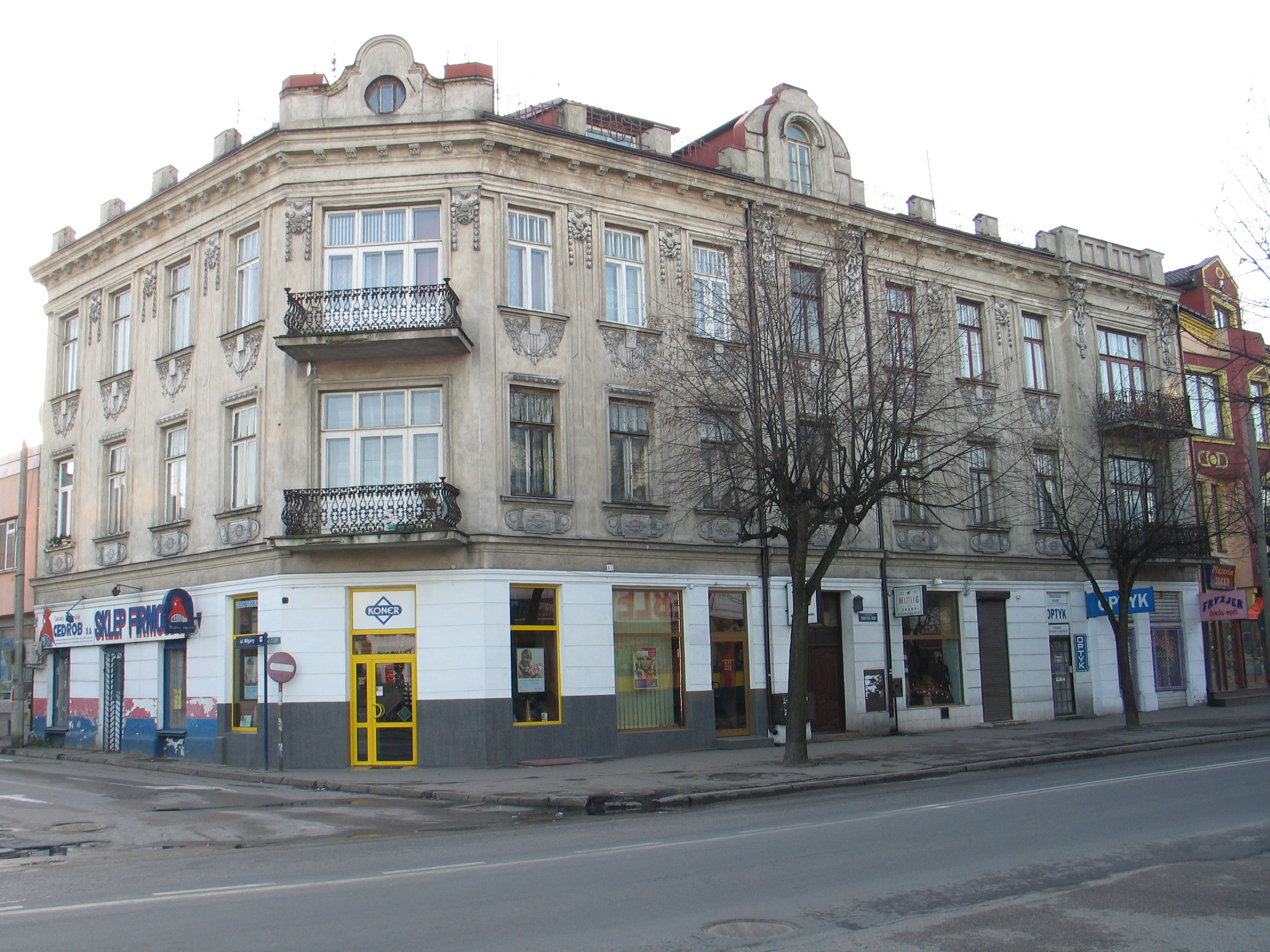
مبنى
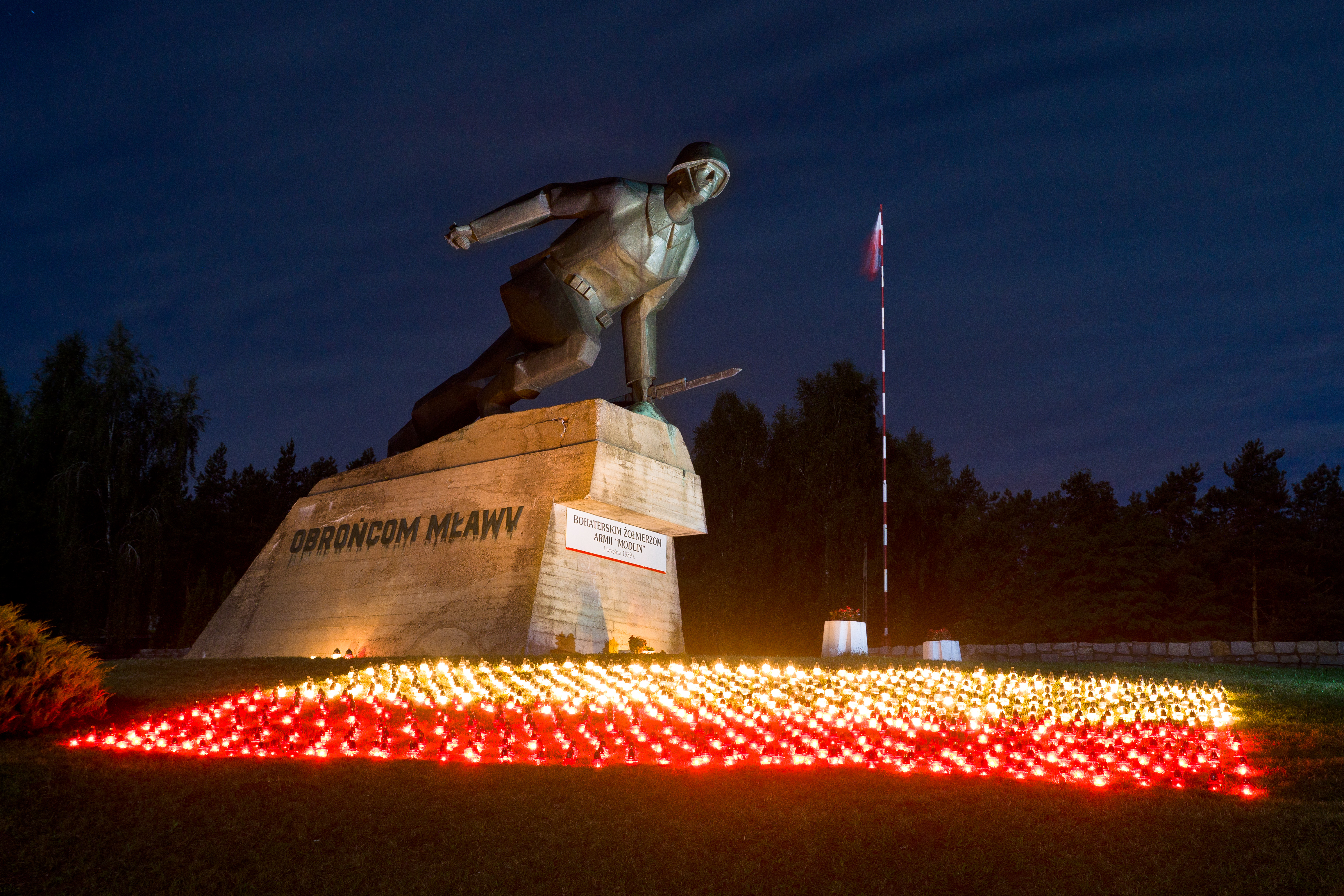
نصب تذكاري لأحد المدافعين عن ملافا
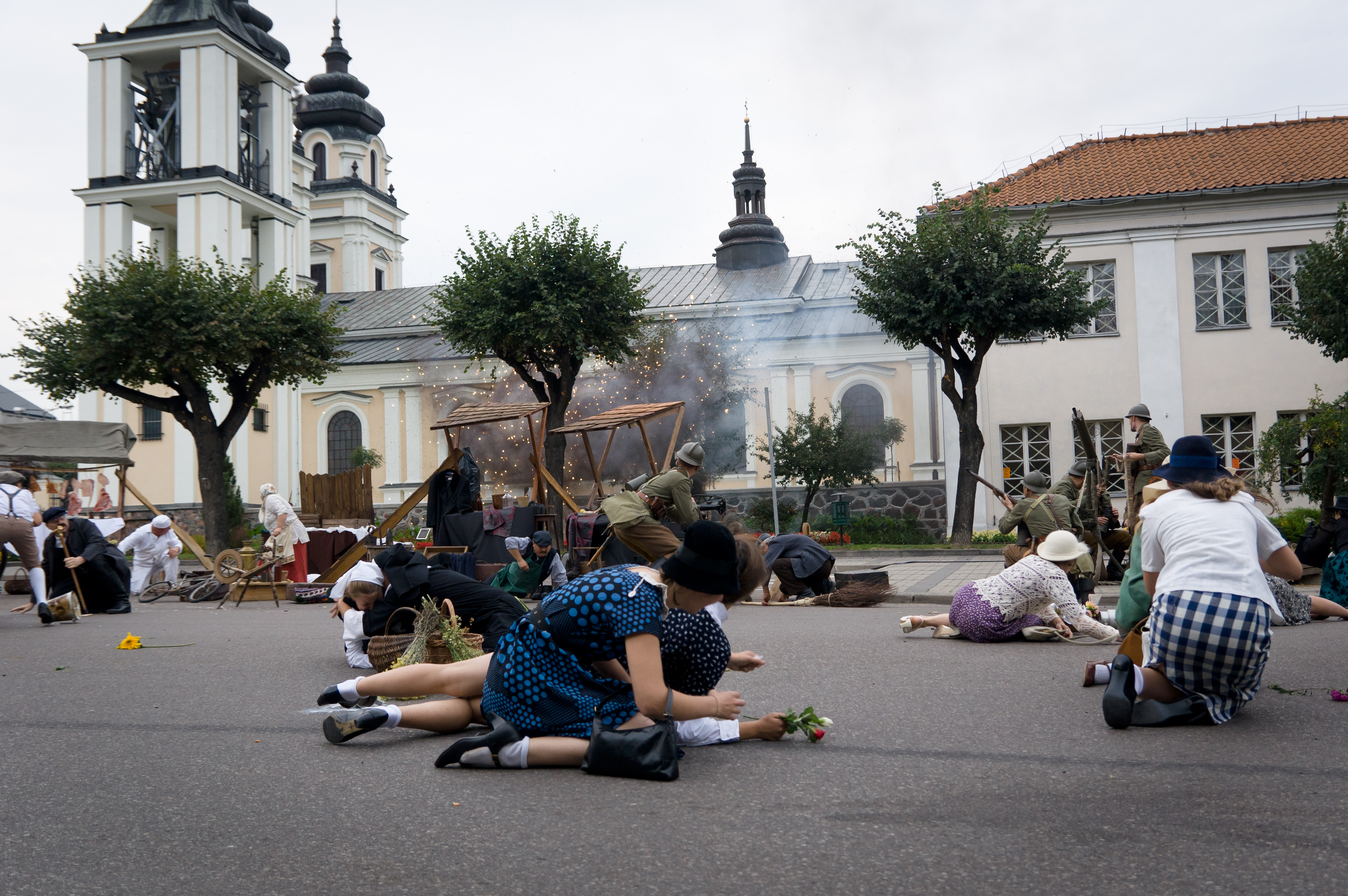
إعادة لتمثيل معركة ملافا.

## المصادر

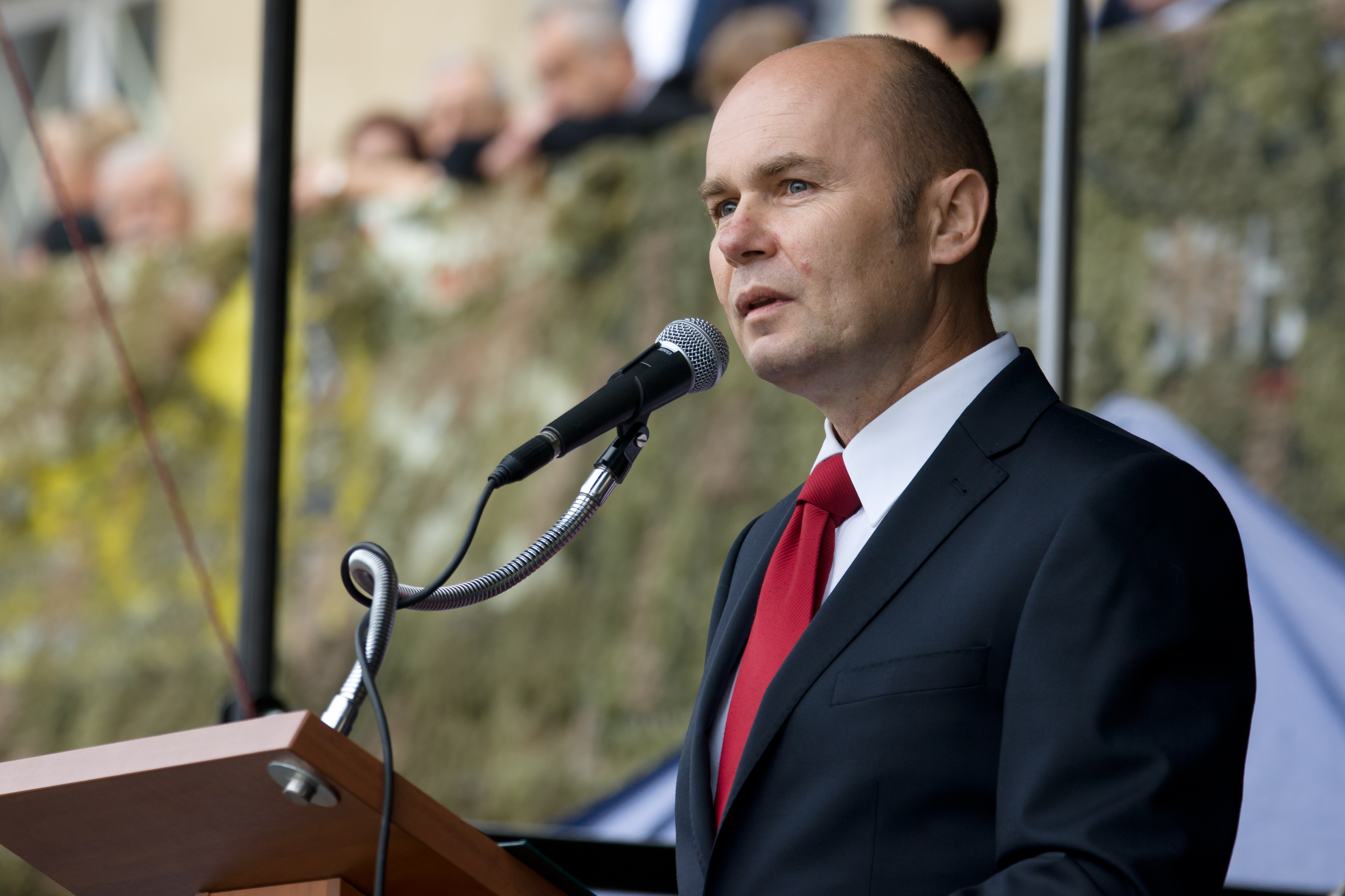
العمدة: Sławomir Kowalewski

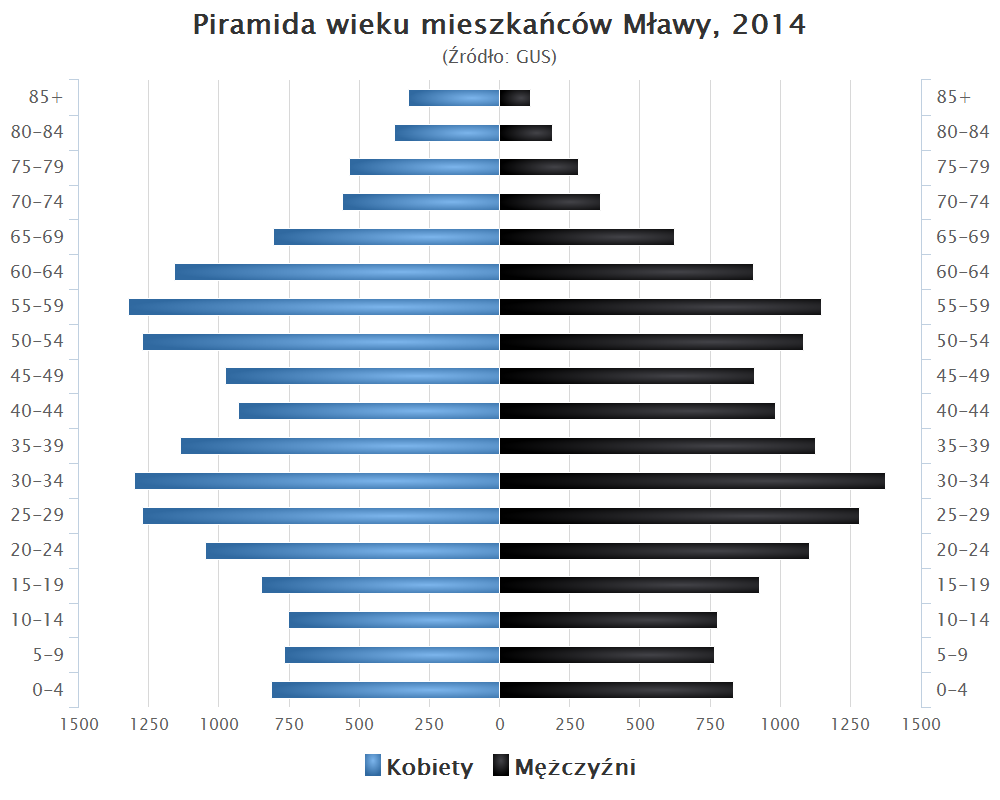
السكان حسب الفئات العمرية